# أندي كوبر
أندي كوبر (بالإنجليزية: Andy Cooper)‏ هو لاعب كرة قاعدة أمريكي، ولد في 24 أبريل 1898 في واكو في الولايات المتحدة، وتوفي بنفس المكان في 3 يونيو 1941.

## روابط خارجية
- أندي كوبر على موقعبيزبول رفرنس.كوم (الدوري الرئيسي) (الإنجليزية)
- أندي كوبر على موقع قاعة مشاهير كرة القاعدة (الإنجليزية)